# Bill Danoff
William T. „Bill“ Danoff (* 7. Mai 1946 in Springfield, Massachusetts) ist ein US-amerikanischer Songschreiber und Sänger. Bekanntheit erlangte er als Frontmann der Starland Vocal Band sowie durch seine Zusammenarbeit mit John Denver. Gemeinsam mit Denver und seiner Ehefrau Taffy Nivert schrieb er 1971 den Country-Song Take Me Home, Country Roads.

## Leben
Bill Danoff wurde 1946 in Springfield, Massachusetts geboren. An der dortigen High School gründete er eine Band mit dem Namen The Reflections, mit der er mehrere Lieder aufnahm und im Nordosten der Vereinigten Staaten auftrat. Ende der 1960er-Jahre lernte Danoff die Musikerin Taffy Nivert kennen, mit der er fortan unter dem Namen Fat City auftrat. Später benannte sich das Duo in Bill and Taffy um.
1971 verfasste Danoff gemeinsam mit Nivert die Country-Songs Take Me Home, Country Roads sowie I Guess He’d Rather Be in Colorado, die beide zu großen Hits für John Denver wurden. Besonders Take Me Home, Country Roads erlangte Kultstatus und wurde die offizielle Hymne von West Virginia. 1972 heirateten Danoff und Nivert. In den folgenden Jahren schrieb Danoff ein Dutzend weiterer Lieder für John Denver. Er war zudem der Co-Verfasser für Emmylou Harris’ 1975 erschienenen Song Boulder to Birmingham.
1976 gründeten Bill Danoff und Taffy Nivert gemeinsam mit weiteren Musikern die Starland Vocal Band, deren Lieder allesamt von Danoff verfasst wurden. Zum bekanntesten Stück der Gruppe wurde Afternoon Delight, das Platz eins der Charts in den Vereinigten Staaten und Kanada erreichte. 1980 löste sich die Band auf, wenig später ließen sich Danoff und Nivert scheiden.
Bill Danoff hielt unter anderem 2007 und 2008 Musikseminare an der Georgetown University ab, an der er einst selbst studiert hatte. Er ist Vater von zwei Töchtern sowie eines Sohnes, der ebenfalls als Musiker tätig ist.

## Diskografie
- 1972: Victory Is Peace (Extended Play; zusammen mit Taffy Nivert und John Denver)
- 2002: I Guess He’d Rather Be In Colorado
- 2007: Blasted In The Basement